# Paul Cazin
Paul Cazin (ur. 28 kwietnia 1881 w Montpellier, zm. 12 czerwca 1963 w Aix-en-Provence) – francuski pisarz, polonista. Członek zagraniczny Polskiej Akademii Nauk. Twórca opowiadań, przekładów z literatury polskiej i prac o niej. Był kilkukrotnie w Polsce i pisał reportaże z Polski, których część opublikował.

## Charakterystyka
Był autorem technicznie bardzo nowoczesnego tłumaczenia Pana Tadeusza, a także tłumaczeń utworów poetyckich i prozatorskich począwszy od Jana Kochanowskiego, aż do Jarosława Iwaszkiewicza. Napisał ponadto obszerne dzieło na temat Ignacego Krasickiego pt. Książę Biskup Warmiński Ignacy Krasicki 1735–1801 (tłum. Michał Mroziński, Wydawnictwo Pojezierze, Olsztyn 1983, s. 468 ISBN 83-7002-1123). O Cazinie natomiast rozprawę napisał Józef Weyssenhoff.
Do 1914 opublikował m.in. tłumaczenia nowel Gabrieli Zapolskiej, Pana Podfilipskiego Józefa Weyssenhoffa i Z ziemi chełmskiej Władysława Reymonta. W 1910 brał udział w obchodach grunwaldzkich w Krakowie, skąd pisał korespondencje do paryskiego dziennika Le Gaulois. W 1920 zabrakło mu trzech głosów do otrzymania Nagrody Goncourtów za Humanistę na wojnie.
Na wniosek Polskiej Akademii Literatury, 7 listopada 1936, został mu nadany Złoty Wawrzyn Akademicki „za zasługi dla dobra literatury”.

## Wybrane dzieła
- Humanista na wojnie (L’Humaniste à la guerre, 1920) – rodzaj notatnika z okopów I wojny światowej, pierwsza powieść artysty i pierwsza przetłumaczona na język polski (1957, tłumacz: Konrad Eberhardt),
- Decaide (1921) – pogodny obraz życia dziecka z mieszczańskiej rodziny,
- Skowronek wielkanocny (Alouette des Paques, 1924) – zbiór poematów prozą inspirowany twórczością Gustava Flauberta,
- Zajazd pod Bachusem bez głowy (Hôtellerie du Bacchus sans tête, 1925) – obraz rycerskich dziejów burgundzkiego miasta Autun,
- Zachcianki (Lubies, 1927) – powieść,
- Tkanina dni (La tapisserie des jours) – zbiór esejów[3].